# SN 2007uk
SN 2007uk – supernowa typu Ia odkryta 1 grudnia 2007 roku w galaktyce A011055-0022. Jej jasność pozostaje nieznana.